# Констанцьке князь-єпископство
Князь-єпископство Констанц (нім. Hochstift Konstanz, Fürstbistum Konstanz, Bistum Konstanz) — невелике церковне князівство Священної Римської імперії з середини XII століття до його секуляризації в 1802–1803 рр.
На своїй подвійній посаді князя і єпископа, князь-єпископ також керував Констанцькою єпархією, яка існувала приблизно з 585 року до її розпуску в 1821 році, і мала набагато більшу територію за князівство.

Належало до церковної провінції Майнцького курфюрства з 780/782 рр.

## Географія
Імперська територія князь-єпископства була розкидана по обидва боки західної акваторії Боденського озера, від півострова Гері та Високого Рейну на заході вздовж Унтерзе з монастирським островом Райхенау, півостровом Боданрюк і озером Юберлінген до Лінцгау області на північному-сході.
Але не містило імператорське місто Констанц і абатство Петерсгаузен.
На півдні територія єпископа межувала з ландграфством Тургау, яке було завойоване Швейцарською Конфедерацією в 1460 році.
Імперську державу не слід плутати з однойменною єпархією, яка була значно більшою, охоплюючи більшу частину сучасного Баден-Вюртемберга, значну частину Швейцарії аж на південь до Готтардського перевалу, а також невелику частину Форарльберга, Австрія.
Хоча князь-єпископ був світським правителем у своєму князь-єпископстві, його влада у своїй єпархії обмежувалася пастирськими обов'язками, які виконував будь-який єпископ.

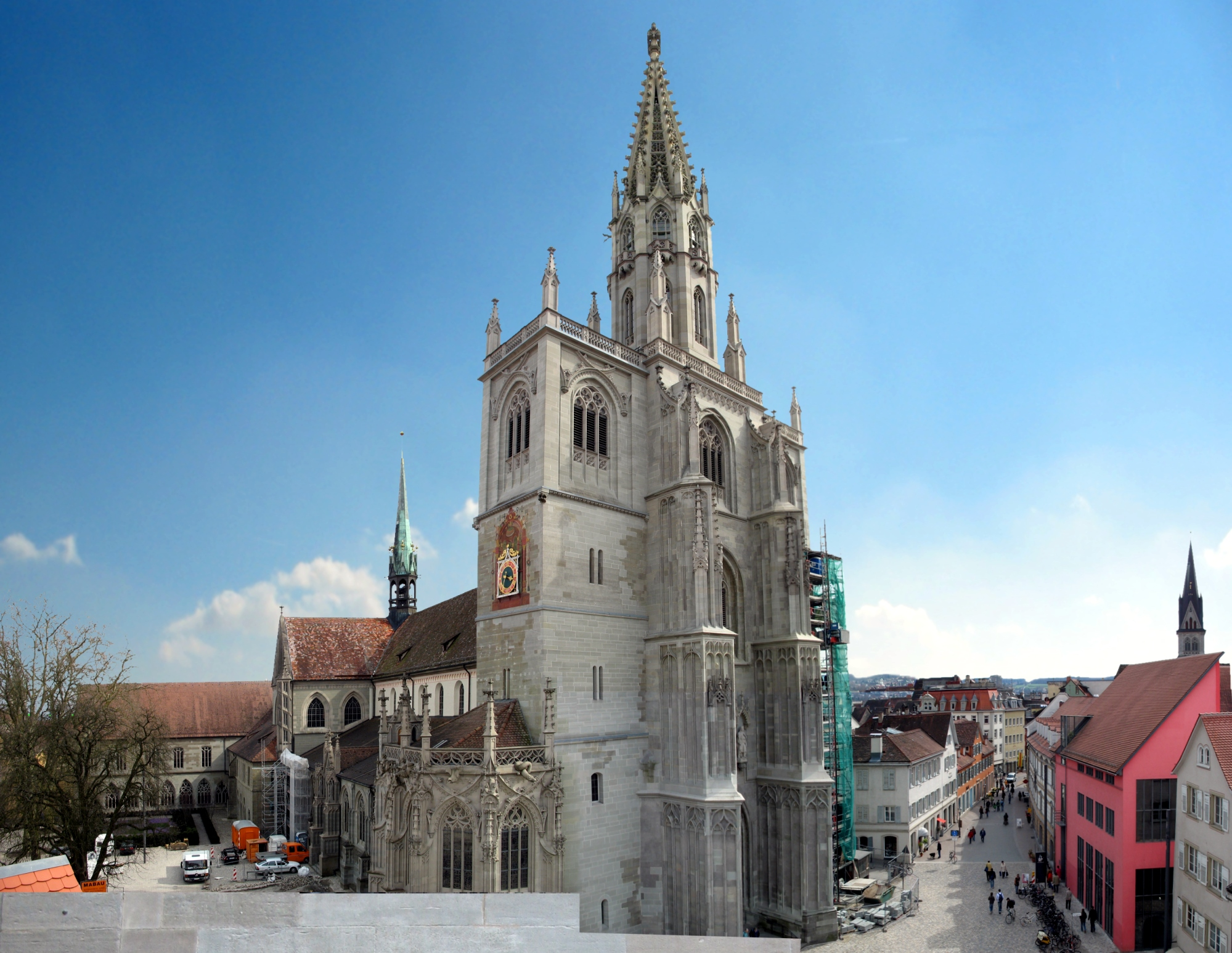
Собор Діви Марії (Констанц)

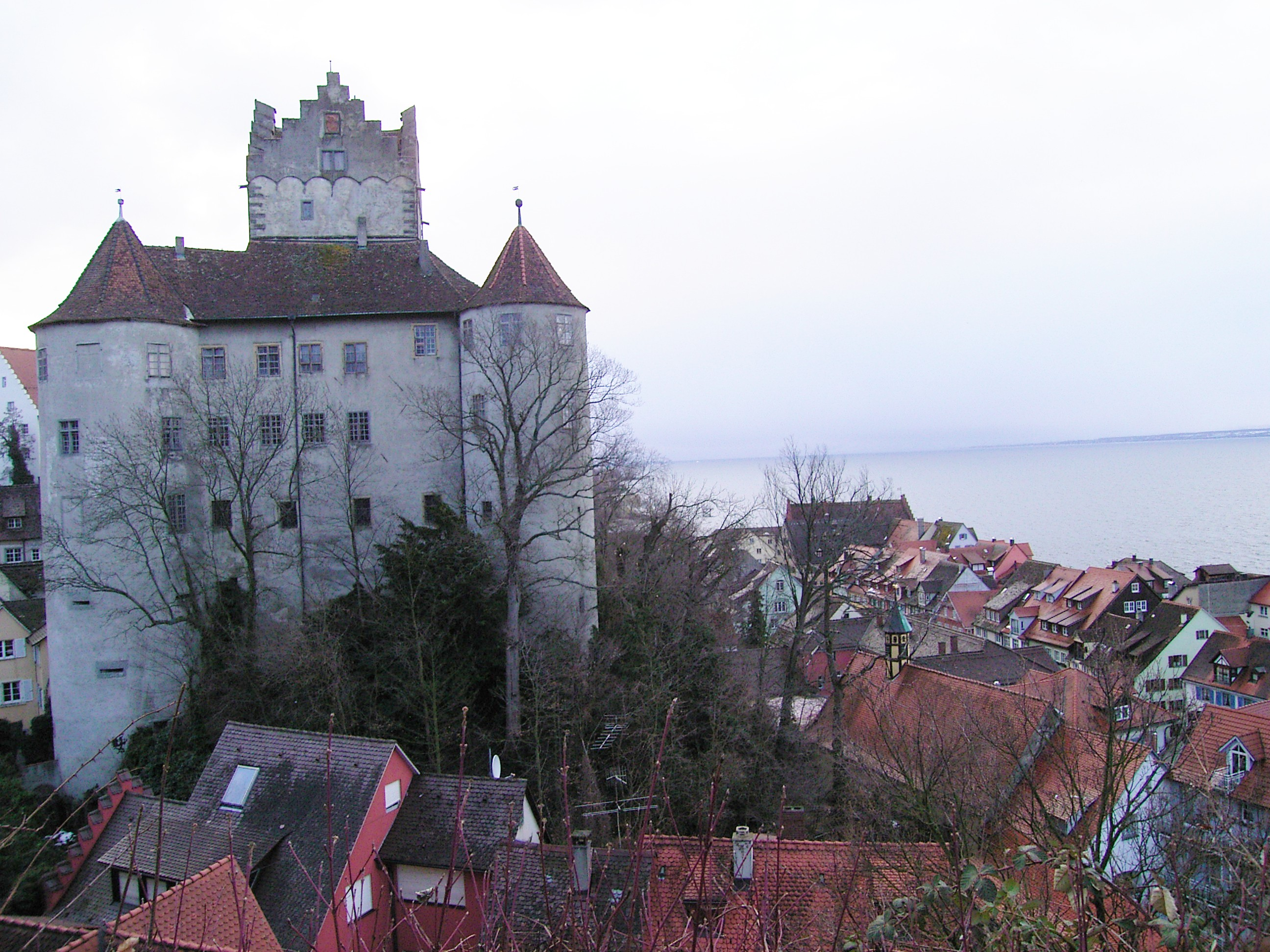
Старий палац у Мерсбурзі, де єпископи жили, поки не побудували новий палац у XVIII столітті

## Історія
Римо-католицька єпархія Констанца, одна з найбільших єпархій Німеччини, заснована наприкінці VI століття в ході християнізації племен алеманів навколо Боденського озера та Верхнього Рейну. Спочатку підпорядковуючись архієпархії Безансона, Констанція стала суфраганом Майнцького курфюрства в 782 році.
Грамота імператора Фрідріха I Барбаросси 1155 року підтвердила княжий статус єпископа та його єпископства як імперського маєтку.
Територія князь-єпископства скоротилася у наступні століття під тиском як Швейцарської Конфедерації, так і дому Габсбургів.
Крім того, місто Констанц отримало статус вільного імперського міста, і відтоді суверенітет єпископа в місті був обмежений невеликою територією навколо собору.
У 1527 році, під час протестантської Реформації, адміністративний резиденція князь-єпископа була нарешті перенесена до Мерсбургу через Боденське озеро.
Однак Констанц зазнав Контрреформації, якій сприяли Габсбурги, які зрештою скасували його статус вільного імперського міста та включили його до своїх австрійських володінь в 1548 році.
Величезна Констанцька єпархія сильно постраждала під час Реформації і втратила кілька сотень парафій, монастирів та інших католицьких фондів, які були захоплені різними державами, вільними імперськими містами та кантонами в Швабії та Швейцарії, які стали протестантськими.
У ході німецької медіатизації в 1803 році князь-єпископство скасовано, а його територію було приєднано до маркграфства Баден.
У свою чергу, єпархія була розпущена Папою Пієм VII в 1821 році після того, як генеральний вікарій Ігнац Генріх фон Вессенберг був обраний адміністратором єпархії після смерті останнього єпископа Карла Теодора фон Дальберга в 1817 році.
У той час як Вессенберг підтримувався урядом Бадена, Папа ніколи не визнав його обрання через ліберальні погляди Вессенберга.
Буллою від 16 серпня 1821 року папа розпустив єпархію, щоб не дати Вессенбергу стати єпископом.
Територія єпархії в Бадені стала частиною новоствореної римо-католицької архієпархії Фрайбурга в 1827 році, тоді як швейцарські території були включені до єпархії Базеля.
В результаті цих змін кантони Обвальден і Нідвальден, частини Уру, Гларусу і Цюриха були тимчасово передані під управління єпархії Кур, і ця домовленість продовжує діяти.